# Maďarská socialistická strana
Maďarská socialistická strana (maďarsky Magyar Szocialista Párt, zkráceně MSZP) je post-komunistická parlamentní levicová politická strana v Maďarsku. V maďarských politických poměrech má strana funkci sociální demokracie. Od roku 2010 je v opozici. 

## Historie
MSZP vznikla roku 1989 rozpadem Maďarské socialistické dělnické strany. V prvních svobodných volbách 1990 získala jen 33 křesel a byla v opozici. Ovšem o čtyři roky později ve volbách drtivě zvítězila se ziskem 209 mandátů. I přesto, že tak strana získala nadpoloviční většinu uzavřela koalici s SZDSZ, které mělo 69 křesel, protože Ústava MR výslovně zakazuje výkon vlády pouze jednou stranou.
Ve volbách 1998 byla strana se 134 křesly na druhém místě za pravicovým Fideszem, vůči němuž byla v opozici.
I přesto, že v dalších volbách 2002 získal Fidesz v koalici s MDF 188 křesel, vládu utvořila MSZP, která se se svými 178 křesly opět spojila s SZDSZ a společně tak získaly 198 mandátů. Úřad předsedy vlády obsadil Péter Medgyessy, kterého v roce 2004 vystřídal tehdy velmi populární Ferenc Gyurcsány. Snad také díky němu MSZM obhájila své vítězství i ve volbách 2006, kde porazila největšího protikandidáta Fidesz o 26 mandátů (MSZP získala 190, Fidesz 164).

### Podzim 2006

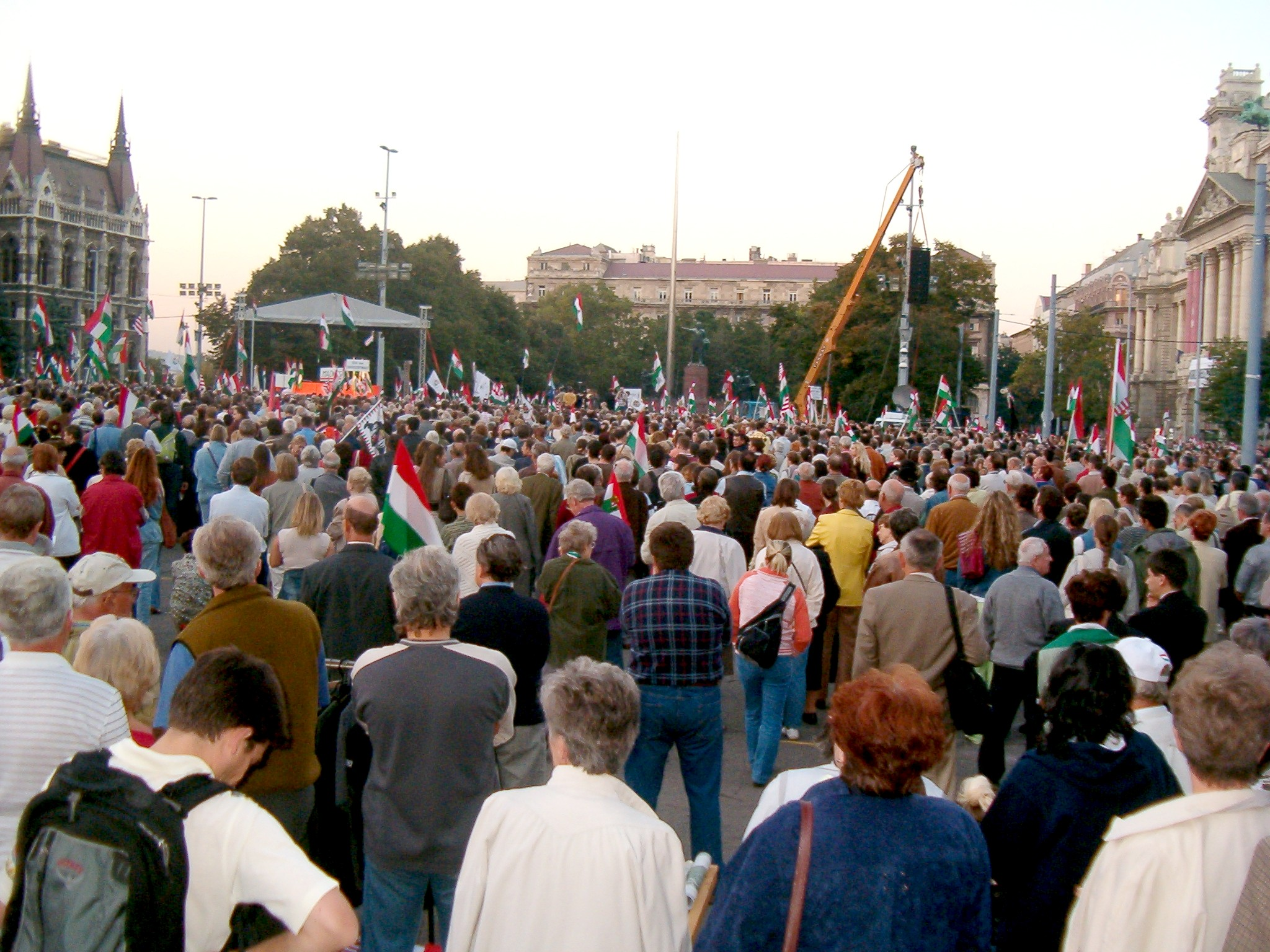
Protivládní protesty 2006

Ovšem krátce nato se 17. září 2006 dostala na veřejnost audionahrávka z neveřejného Gyurcsányho povolebního proslovu k poslancům Magyar Szocialista Párt, kde se Gyurcsány velmi emotivně a vulgárně vyjadřuje o minulé vládě své strany ("Žádná evropská země neudělala něco tak pitomého jako my", „Evidentně jsme v minulém roce a půl či dvou letech lhali“, "Maďarsko se podařilo udržet nad vodou jedině díky boží prozřetelnosti, spoustě peněz ve světovém hospodářství a stovkám podvodů"). a vyzývá k ekonomickým reformám. V reakci na zveřejnění nahrávky probíhaly v Maďarsku zpočátku masové demonstrace (desetitisíce demonstrantů), někdy i násilné, jejichž účastníci požadovali Gyurcsányho rezignaci. Od této chvíle začaly preference MSZP prudce klesat. Rekordně klesla i popularita Ference Gyurcsányho, i přesto, že se mu podařilo snížit rozpočtový deficit z více než devíti procent hrubého domácího produktu v roce 2006 na 3,3 procenta v roce 2008, nepodařilo se mu získat podporu veřejnosti pro rozsáhlejší hospodářské reformy.

### Hospodářská krize
Situace se ještě více zhoršila poté, co se Maďarsko v roce 2008 dostalo do hospodářské krize. Dne 21. března 2009 Ferenc Gyurcsány oznámil na sjezdu své Magyar Szocialista Párt, že hodlá podat demisi. Následně dne 28. března 2009 oznámil, že odstupuje i z funkce předsedy MSZP. Na jeho místo byla dne 5. dubna 2009 zvolena Ildikó Lendvai.
Preference MSZP se v současnosti pohybují na historicky nejhorší úrovni od vzniku strany v roce 1989. Lze tedy jasně předpokládat, že v příštích volbách v roce 2010 tato strana nezvítězí.Velký neúspěch MSZP zaznamenala při volbách do EP v červnu 2009, kdy získala jen 4 mandáty, zatímco její největší protivník pravicový Fidesz v koalici s KDNP získal 14 mandátů.

### Opozice
Pro parlamentní volby 2010 vede kandidátku strany Attila Mesterházy, který je zároveň kandidátem na post premiéra. Na druhém místě je současná předsedkyně strany Ildikó Lendvai, dále bývalý maďarský eurokomisař László Kovács a na čtvrtém místě bývalý premiér Ferenc Gyurcsány.
Přesně podle všech odhadů a předvolebních průzkumů strana hned v prvním kole utrpěla drtivou porážku. Se ziskem 19,30% hlasů je na druhém místě, za vítěznou stranou Fidesz, která získala 52,73%. Socialisté se tak po 8 letech vlády (dvě volební období) přesunou do opozice. Navíc je ještě stále ze třetího místa dohání krajně pravicová strana Jobbik, která získala 16,67%. Dle analytiků také část mladých voličů odchází od MSZP k nově vzniklé zelené straně LMP.
Po sečtení veškerých hlasů strana získala jen 59 mandátů, což je 15,28%. Přičemž v minulých volbách (2006) měla 190 mandátů. Jako reakci na špatný volební výsledek oznámila předsedkyně strany Ildikó Lendvai svou rezignaci. Její mandát vyprší na příštím sjezdu strany, na němž by měl být také zvolen její nástupce. Podle některých zdrojů by se jím mohl stát Attila Mesterházy nebo opět bývalý premiér Ferenc Gyurcsány. Strana se chce do komunálních voleb, které proběhnou na podzim 2010, zcela přeměnit. V plánu je reforma vedení strany jak celostátní tak župní. Uvažuje se o novém logu, dokonce i o novém názvu, který by mohl znít Új Baloldal (Nová levice). Novým předsedou strany byl dne 10. července 2010 zvolen Attila Mesterházy.
V roce 2010 vznila v rámci MSZP vnitrostranická platforma Demokratická koalice vedená kontroverzním expremiérem Ferencem Gyurcsányem, která se v roce 2011 oddělila v samostnatnou stranu Demokratická koalice (DK).
V parlamentních volbách 2014 vstoupila MSZP do koalice levicových stran s názvem Összefogás. V lednu 2017 ze strany i parlamentní frakce vystoupila poslankyně Márta Demeter s odůvodněním: „že MSZP ve skutečnosti nechce porazit Viktora Orbána a hraje pouze o (své vlastní) přežití“. V parlamentních volbách 2018 kandidovala společně se zeleným hnutím Dialog za Maďarsko. V roce 2020 se stala členkou široké levicově–zelené koalice Společně pro Maďarsko, která měla za cíl porazit v parlamentních volbách 2022 pravicovou koalici Fidesz–KDNP premiéra Viktora Orbána. Utrpěla však další z řady volebních porážek a je i nadále v opozici. 

## Kritika
Dne 20. února 2024 zveřejnil maďarský Státní kontrolní úřad (Állami Számvevőszék) dílčí výsledek auditu financování kampaní politických stran před parlamentními volbami 2022. V rámci této kontroly vyplývající ze zákonné povinnosti úřadu bylo zjištěno, že šest politických stran, které uzavřely alianci Společně pro Maďarsko, účelově obešely zákonné požadavky týkající se financování jejich společné kampaně, omezení výše nákladů na kampaň a vyúčtování kampaně. Strany využily více než 4 miliardy forintů, které získaly od zahraničních sponzorů, čímž vědomě porušily volební zákon. Vlivný poradce Demokratické strany USA Eric Koch doznal, že část finančních prostředků, které koalice získala od organizace 
Action for Democracy ovládané Dávid Korányi, poradcem budapešťského primátora Gergelye Karácsonye, daroval George Soros. Státní kontrolní úřad uložil těmto šesti stranám pokutu v celkové výši 261 milionů forintů. Zaroveň se obrátil na Národní daňový a celní úřad (Nemzeti Adó- és Vámhivatal), který zahájil vlastní nezávislé vyšetřování původu sponzorských darů.

## Stranický aparát

### Počet členů
| Období | Počet členů |
| ------ | ----------- |
| 2010   | cca 35 200  |
| 2011   | cca 33 200  |
| 2015   | cca 20 000  |
| 2016   | cca 15 000  |
| 2022   | cca 5 000   |

### Vedení strany

#### Předsedové
| Od                | Do                | Předseda          |
| ----------------- | ----------------- | ----------------- |
| 9. říjen 1989     | 27. květen 1990   | Rezső Nyers       |
| 27. květen 1990   | 5. září 1998      | Gyula Horn        |
| 5. září 1998      | 16. říjen 2004    | László Kovács     |
| 16. říjen 2004    | 24. únor 2007     | István Hiller     |
| 24. únor 2007     | 5. duben 2009     | Ferenc Gyurcsány  |
| 5. duben 2009     | 10. červenec 2010 | Ildikó Lendvai    |
| 10. červenec 2010 | 31. květen 2014   | Attila Mesterházy |
| 31. květen 2014   | 19. červenec 2014 | László Botka      |
| 19. červenec 2014 | 25. červen 2016   | József Tóbiás     |
| 25. červen 2016   | 17. červen 2018   | Gyula Molnár      |
| 17. červen 2018   | 19. září 2020     | Bertalan Tóth     |

#### Spolupředsedové
| Od             | Do             | Spolupředseda | Spolupředsedkyně |
| -------------- | -------------- | ------------- | ---------------- |
| 19. září 2020  | 22. říjen 2022 | Bertalan Tóth | Ágnes Kunhalmi   |
| 22. říjen 2022 |                | Imre Komjáthi | Ágnes Kunhalmi   |

## Volební výsledky

### Volby do Zemského sněmu
| Volby | Celostátní kandidátní listina | Celostátní kandidátní listina | OEVK (1. kolo) | OEVK (1. kolo) | OEVK (2. kolo) | OEVK (2. kolo) | Mandáty | Mandáty | Status  |
| Volby | Hlasy                         | %                             | Hlasy          | %              | Hlasy          | %              | Počet   | %       | Status  |
| ----- | ----------------------------- | ----------------------------- | -------------- | -------------- | -------------- | -------------- | ------- | ------- | ------- |
| 1990  | 535 064                       | 10,89                         | 504 909        | 10,18          | 216 496        | 6,35           | 33/386  | 8,55    | Opozice |
| 1994  | 1 781 504                     | 32,99                         | 1 688 835      | 31,27          | 1 943 757      | 45,34          | 209/386 | 54,15   | Vláda   |
| 1998  | 1 497 231                     | 32,92                         | 1 332 178      | 29,82          | 1 941 307      | 43,04          | 134/386 | 34,72   | Opozice |
| 2002  | 2 361 997                     | 42,05                         | 2 277 732      | 40,50          | 2 011 845      | 45,77          | 178/386 | 46,11   | Vláda   |
| 2006  | 2 336 705                     | 43,21                         | 2 175 312      | 40,26          | 1 510 360      | 46,62          | 190/386 | 49,22   | Vláda   |
| 2010  | 990 428                       | 19,30                         | 1 088 374      | 21,28          | 326 361        | 28,31          | 59/386  | 15,28   | Opozice |
| 20141 | 1 290 806                     | 25,57                         | 1 317 879      | 26,85          | —              | —              | 29/199  | 14,57   | Opozice |
| 20182 | 682 701                       | 11,91                         | 622 458        | 11,31          | —              | —              | 15/199  | 8,04    | Opozice |
| 20223 | 1 947 331                     | 34,44                         | 1 983 708      | 36,90          | —              | —              | 10/199  | 5,03    | Opozice |

1: MSZP kandidovala v rámci levicové koalice Összefogás (DK–E14–MLP–MSZP–PM).

2: MSZP kandidovala v koalici s hnutím Dialog za Maďarsko.

3: MSZP kandidovala v rámci levicově–zelené koalice Společně pro Maďarsko (DK–Jobbik–LMP–Momentum–MSZP–Párbeszéd).

### Volby do Evropského parlamentu
| Volby | Počet hlasů | Hlasy v % | Počet mandátů | Politická skupina EP | Evropská strana |
| ----- | ----------- | --------- | ------------- | -------------------- | --------------- |
| 2004  | 1 054 921   | 34,30     | 9/24          | PES                  | PES             |
| 2009  | 503 140     | 17,37     | 4/22          | S & D                | PES             |
| 2014  | 252 494     | 10,92     | 2/21          | S & D                | PES             |
| 20191 | 228 333     | 6,66      | 1/21          | S & D                | PES             |
| 20242 | 367 162     | 8,03      | 0/21          | —                    | PES             |

1: MSZP kandidovala v koalici s hnutím Dialog za Maďarsko.

2: MSZP kandidovala v koalici se stranami Demokratická koalice a Dialog – Strana zelených. Získané dva mandáty obsadili Klára Dobrev (DK) a Csaba Molnár (DK).

## Galerie

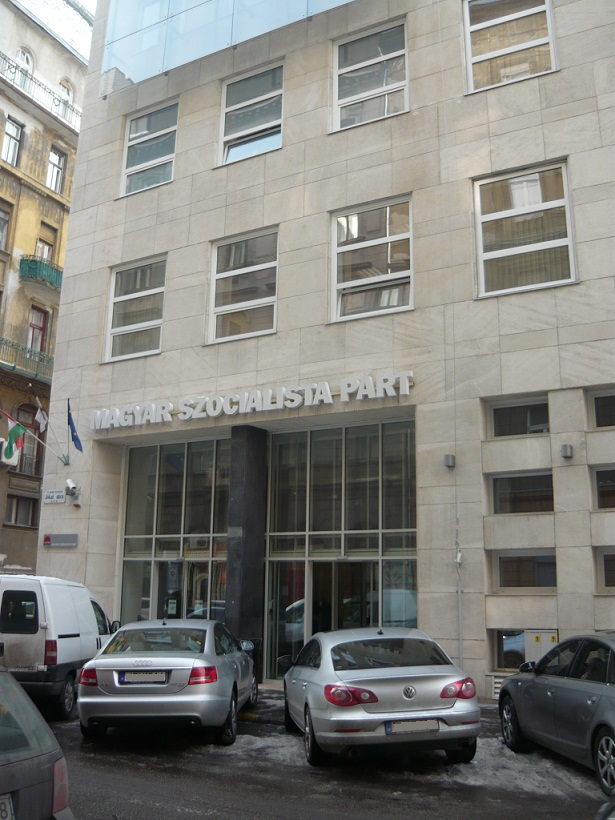
Sídlo strany
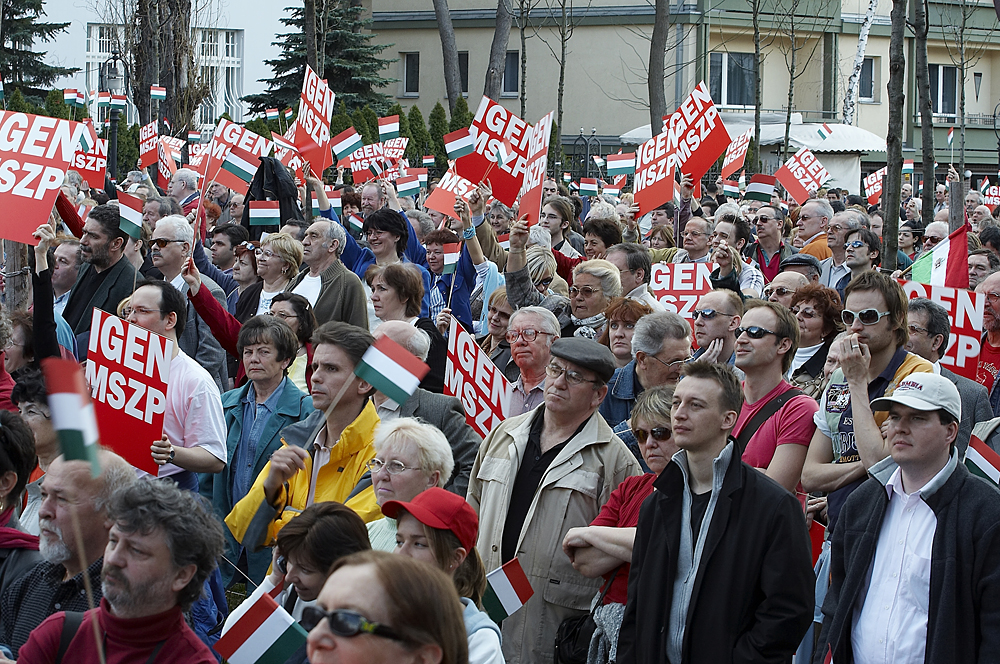
Volební kampaň 2006
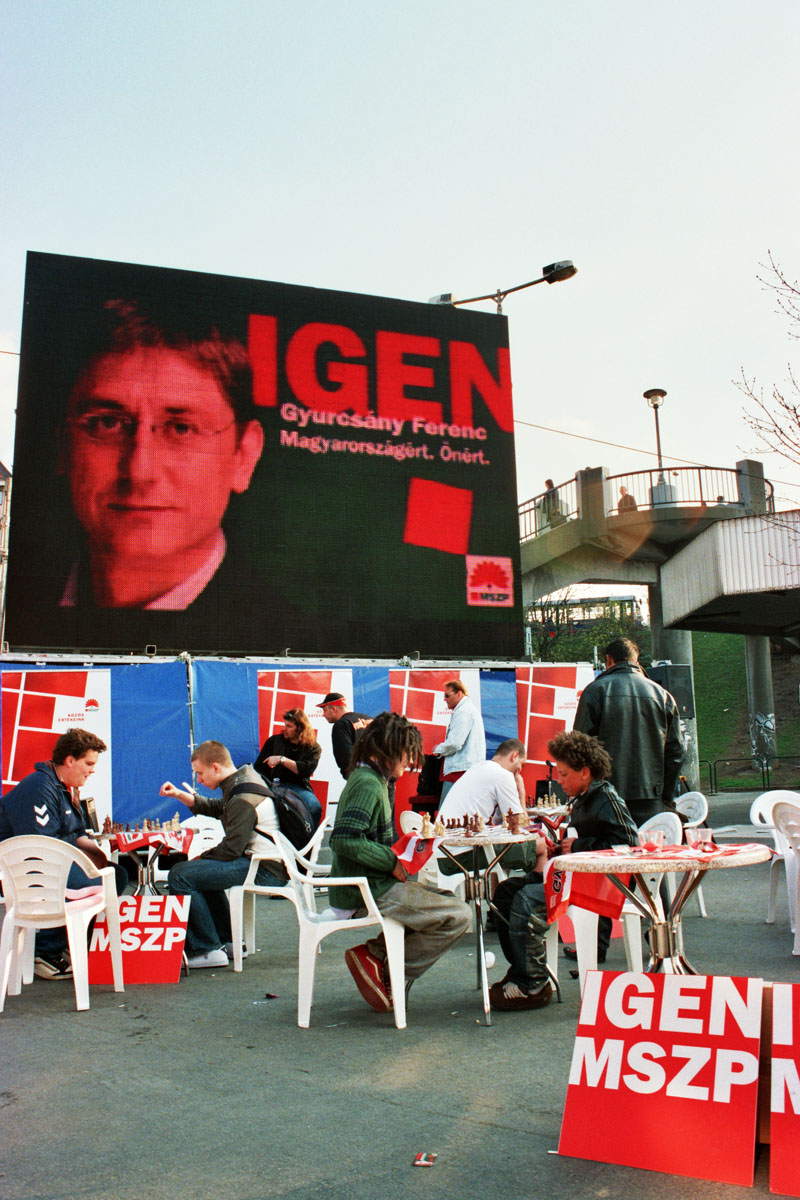
Volební kampaň 2006